# Montenegrinische Frauen-Handballnationalmannschaft
Die montenegrinische Frauen-Handballnationalmannschaft vertritt Montenegro bei internationalen Turnieren im Frauenhandball.

## Geschichte
Seit 2007 ist der Verband Mitglied der IHF und die erste Qualifikation für ein großes Turnier bestritt die Frauenauswahl im gleichen Jahr für die WM 2007. Diese und die beiden folgenden Qualifikationen blieben erfolglos, als man zweimal in den Playoffs scheiterte.
In der Qualifikation zur Europameisterschaft 2010 setzte sich Montenegro vor Russland als Gruppensieger durch. Bei diesem Turnier gewann die Auswahl in ihrem ersten EM-Spiel erneut gegen Russland. Am Ende belegte Montenegro den 6. Platz. Ein Jahr später belegte Montenegro bei der Weltmeisterschaft den 10. Platz. Bei den Olympischen Spielen 2012 in London gewann die Mannschaft die Silbermedaille. Im Dezember 2012 gewann Montenegro die Europameisterschaft. Im Finale setzten sich die Montenegrinerinnen mit 34:31 erfolgreich gegen den Titelverteidiger Norwegen durch.

## Platzierungen bei Meisterschaften

### Weltmeisterschaften (Halle)
- Weltmeisterschaft 2011: 10. Platz
- Weltmeisterschaft 2013: 11. Platz
- Weltmeisterschaft 2015: 08. Platz
- Weltmeisterschaft 2017: 06. Platz[3]
- Weltmeisterschaft 2019: 05. Platz
- Weltmeisterschaft 2021: 22. Platz (von 32 Teams)
Team: Marina Rajčić (eingesetzt in 5 Spielen / 1 Tor erzielt), Jovanka Radičević (6/41), Matea Pletikosić (6/10), Dijana Mugoša (6/4), Ljubica Nenezić (4/1), Andrijana Popović (5/0), Dijana Ujkić (6/5), Tanja Ašanin (6/3), Đurđina Malović (6/8), Nataša Ćorović (6/3), Sanja Premović (6/8), Anastasija Babović (4/0), Tatjana Brnović (6/21), Ema Ramusović (6/2), Ivona Pavićević (6/17), Itana Grbić (6/21), Nikolina Vukčević (6/0);[4] Trainerin war Bojana Popović.
- Weltmeisterschaft 2023: 07. Platz (von 32 Teams)
Team: Anastasija Babović (5/0), Marta Batinović (4/0), Tatjana Brnović (9/27), Nina Bulatović (9/21), Nada Ćorović (1/0), Nataša Ćorović (1/0), Jelena Despotović (9/24), Ivana Godeč (9/14), Itana Grbić (9/33), Tanja Ivanović (9/8), Bobana Klikovac (8/14), Đurđina Malović (7/10), Anastasija Marsenić (3/5), Dijana Mugoša (9/43), Ivona Pavićević (8/24), Matea Pletikosić (9/20), Andrijana Popović (8/0), Marina Rajčić (9/0), Jelena Vukčević (3/3)[5]
Trainerin: Bojana Popović
- Weltmeisterschaft 2025:

### Europameisterschaften
- Europameisterschaft 2010: 06. Platz
- Europameisterschaft 2012: 01. Platz
- Europameisterschaft 2014: 04. Platz
- Europameisterschaft 2016: 13. Platz
- Europameisterschaft 2018: 09. Platz[6]

Mannschaftsaufstellung bei der Europameisterschaft 2018
- Europameisterschaft 2020: 08. Platz

Mannschaftsaufstellung bei der Europameisterschaft 2020
- Europameisterschaft 2022:  03. Platz (von 16 Teams)

Mannschaftsaufstellung bei der Europameisterschaft 2022
- Europameisterschaft 2024: 08. Platz

### Olympische Spiele
- 2012: 02. Platz ( Silbermedaille)
- 2016: 11. Platz[7]
- 2020: 06. Platz

## Spielerinnen

### Kader Europameisterschaft 2024
Armelle Attingré (ŽRK Budućnost Podgorica), Marta Batinović (CS Măgura Cisnădie), Marina Rajčić (CS Măgura Cisnădie), Ivona Pavićević (ŽRK Budućnost Podgorica), Dijana Mugoša (SCM Craiova), Nina Bulatović (ŽRK Budućnost Podgorica), Tatjana Brnović (Rokometni Klub Krim), Andrijana Tatar (CS Dacia Mioveni 2012), Ivana Godeč (ŽRK Budućnost Podgorica), Jelena Radivojević (ŽRK Budućnost Podgorica), Đurđina Jauković (CSM Bukarest), Milena Raičević (Rapid Bukarest), Itana Grbić (Rokometni Klub Krim), Matea Pletikosić (ŽRK Podravka Koprivnica), Đurđina Malović (Szombathelyi KKA), Katarina Džaferović (SCM Craiova), Tanja Ivanović (ŽRK Budućnost Podgorica), Jelena Vukčević (ŽRK Budućnost Podgorica)

### Ehemalige Spielerinnen (Auswahl)
Zu den Spielerinnen gehörten auch Katarina Bulatović, Ana Đokić, Bojana Popović, Maja Savić und Jovanka Radičević.

## Trainer
Trainiert wird das Team seit 2024 von Suzana Lazović. Ihre Vorgänger waren Nikola Petrović (2006), Gyula Zsiga (2008–2010), Dragan Adžić (2010–2017), Per Johansson (2017–2020), Kim Rasmussen (2020–2021) sowie Bojana Popović (2021–2024).